# Europa Universalis IV
Europa Universalis IV (comumente abreviado EUIV ou EU4) é um jogo de computador do gênero de estratégia desenvolvido pela Paradox Development Studio e publicado pela Paradox Interactive no dia 13 de agosto de 2013.
O jogo se passa bem perto do início da Idade Moderna, ele se inicia em 11 de novembro de 1444, e termina em 1 de janeiro de 1821.
Sendo um jogo que quer cobrir quatro séculos de História sobre os Descobrimentos e o Renascimento, tem Portugal como uma das civilizações jogáveis..

## Cenário
O início se passa na era da exploração Europeia e pouco antes do início da colonização do Novo Mundo. Além disso no início do jogo está ocorrendo o final da Guerra dos Cem Anos e o declínio do Império Bizantino (A Queda de Constantinopla ocorreu em 1453) e jogo continua por todo o período da Guerra do Trinta Anos, a Independência Americana chegando a Revolução Francesa e indo até pouco depois da queda do Sacro Império Romano-Germânico e terminando ao fim das Guerras Napoleônicas. Porém, mesmo passando por todos estes períodos, nem o jogador, nem a IA, são obrigados a seguir eventos históricos.
A abrangência do jogo é de quase 4 séculos, começando no dia 11 de novembro de 1444 A.D (O dia logo após a derrota dos Húngaros e Polacos para os Turcos Otomanos na Batalha de Varna e a morte do rei Polaco Vladislau III) e terminando no dia 1 de janeiro de 1821. O mapa do jogo cobre todo o mundo (exceto os polos) e são permitidos de expandir e explorar em quase este território todo, exceto por áreas de tundra, desertos e florestas muito densas (por exemplo, a área no mapa que corresponde a Floresta Amazônica não é explorável). Muitas nações estão disponíveis no jogo para serem jogadas, europeias e não europeias, porém como o jogo é todo moldado para mostrar a superioridade das nações europeias durante este período, todas as nações fora da Europa são penalizadas em seus avanços tecnológicos (quanto maior a distância da Europa maior a penalidade). O jogador também pode mudar a nação com a qual está jogando e deixar a nação que controlava previamente sendo controlada pela IA. Por mais que o jogo comece em 1444 o jogador pode escolher outros cenários históricos, como o descobrimento da América em 1492, a Guerra dos Trinta Anos ou a Guerra da Sucessão Espanhola, por exemplo. Além disso, o jogador tem a opção de criar uma nação aleatória e introduzir nela, costumes, religião, cultura e entre outras variedades jogando normalmente com os demais países.

## Recepção
Europa Universalis IV recebeu resenhas majoritariamente positivas com, atualmente, uma nota de 8.7 no Metacritic (baseado em 730 análises). e uma avaliação "Muito Positiva" no Steam (baseado em 11,225 análises) Em uma média das reviews mundiais EU4 recebeu 8.7, elogios foram redirecionados a sua grande escala e base histórica enquanto as críticas foram direcionadas a sua grande complexidade e sua má recepcionalidade a novos jogadores.

### Vendas
Até fevereiro de 2014, o jogo havia vendido mais de 300,000 cópias.